# Oistin mac Amlaíb
Oistin mac Amlaíb (vieux norrois Eysteinn Óláfsson) est un roi viking ou norvégien-gaël du IXe siècle  qui est parfois identifié comme roi de Dublin. Il est le fils de Amlaíb Conung et le neveu d'Ímar, le fondateur de la dynastie des Uí Ímair. Il est aussi parfois identifié avec  Thorstein le Rouge, un personnage cité dans les sagas norvégiennes.

## Biographie
La première mention de Oistin se trouve dans le Cogad Gáedel re Gallaib, qui en 873 décrit comment
Bárid mac Ímair et un fils anonyme de Amlaíb Conung pillent les caves de Ciarraige. Ce fils anonyme de Amlaíb est sans doute Oistin. Downham suggère que le raid a été entreprise comme une preuve de force; il est effectué peu après la mort de Ímar, avec Bárid qui lui a probablement succédé comme  roi de Dublin. Bien qu' Oistin ne soit pas dénommé roi par les annales
, il a été avancé par d'autres que Oistin et Bárid règnent ensemble comme corégents après la mort de Ímar.
La première et seule mention où  Oistin est nommément désigné dans les annales contemporaines se trouve dans les Annales d'Ulster en 875:

« Oistín fils d'Amlaíb, roi des Hommes du nord, est tué déloyalement par Albann. »

« Albann » est généralement considéré identifié avec Halfdan Ragnarsson, le fils putatif du légendaire viking Ragnar Lodbrok.
D'autres spécialistes identifient Halfdan à un frère d' Amlaíb, Ímar et Auisle, et de ce fait à un oncle d'Oistin. Cette identification est contingente au fait qu' Ímar soit identique avec Ivar le Désossé: Halfdan et Ivar sont considérés comme des frères dans la Chronique anglo-saxonne. Si Halfdan et Oistin sont parents, cela peut expliquer la raison de conflit: qui est une lutte dynastique pour le contrôle du royaume.

## Identification avec Thorstein le Rouge
Il a été avancé que Oistin est le même personnage que Thorstein le Rouge, un personnage qui apparaît dans les   sagas norvégiennes. Cependant cela reste problématique car Thorstein est dit mort en Écosse après avoir conquis une partie du pays, alors que Oistin est réputé être avoir été tué en Irlande en 875 par Albann (c'est-à-dire : Halfdan). De la même façon, le père d'Oistin, Amlaíb est parfois identifié avec Olaf le Blanc, un roi de la mer viking qui apparaît également dans les sagas où il est désigné comme le père de Thorstein le Rouge. Les sagas sont d'une valeur historique douteuse, mais les personnages que l'on y trouve sont à l'origine des personnes réelles. Pour compliquer le problème, Oistin et Thorstein meurent à des endroits et dans des circonstances différentes, mais en gardant l'identification de Amlaíb avec Olaf le Blanc, il a été aussi avancé que Oistin et Thorstein étaient frères.

## Famille
Amlaíb Conung est désigné comme le, père d'Oistin par les Annales d'Ulster. Un frère, Carlus, est mentionné dans les Annales des quatre maîtres.
De nombreuses autres connexions familiales peuvent être envisagées si l'identification de Oistin avec Thorstein le Rouge est correcte. Selon les sagas, Aude la Très-Sage, fille de Ketill au Nez plat, le roi des Îles, est la mère de Thorstein. La femme de Thorstein est Thurid (Þuríður en Vieux norrois), la fille du Geatish nommé Eyvind Austmaðr (c'est-à-dire : l'Oriental). Leurs enfants comprennent au moins six filles, Osk, Vigdis, Olof, Thorhild et Thorgerd, et au moins un fils, Olaf Feilan.